# كوزو تاكاسي
كوزو تاكاسي (باليابانية: 高瀬耕造؛ بالكانا: たかせ こうぞう) هو مذيع ‏ ياباني، ولد في 26 ديسمبر 1975 في نيشيواكا في اليابان.